# واشنطن هنت
واشنطن هنت (بالإنجليزية: Washington Hunt)‏ (و. 1811 – 1867 م) هو سياسي، وقاضي، ومحامي، من الولايات المتحدة الأمريكية، كان عضوًا في حزب اليمين، توفي في مدينة نيويورك، عن عمر يناهز 56 عاماً.

## مناصب
تولى منصب حاكم نيويورك ‏ (1 يناير 1851–31 ديسمبر 1852)، وعضو مجلس النواب الأمريكي.